# فرودگاه کمپ زیما
فرودگاه کمپ زیما (به انگلیسی: Camp Zama) یک فرودگاه نظامی است. این فرودگاه در کشور ژاپن قرار دارد.